# 古斯塔夫 (鱷魚)
古斯塔夫（英語：Gustave）是非洲蒲隆地的一頭巨型雄性尼羅鱷，在坦干依喀湖北岸與魯濟濟河活動。牠因身為食人動物而知名，且據傳已在上述地點殺害了將近三百人。雖然實際人數很難確認，但牠已經有了近乎神話般的地位，且令當地居民感到相當不安。
牠的名字由爬蟲學家帕特里斯·費耶（Patrice Faye）所命名，其自1990年代後期起便研究與調查古斯塔夫。有關古斯塔夫的許多資訊都來自公共廣播電視公司2004年的紀錄片節目《捕抓殺手鱷魚》（Capturing the Killer Croc），在該節目中記錄了對古斯塔夫的研究與捕獲行動，但捕獲行動最後以失敗告終。

## 概要
由於古斯塔夫從未被捕獲，牠的身長和體重數據理應不明，不過卻在2002年出現了其「身長輕鬆超過18英尺（5.5公尺），體重超過2000磅（900公斤）」的陳述。而有些人則已經將其身長估計為25英尺（7.5公尺）或更長。從如此巨大的體型研判，古斯塔夫估計大約有100歲，然而對其進行的細部觀察卻發現牠有一套完整的牙齒，而將近100歲的鱷魚是不會如此的（根據紀錄片中所言，100歲應該要幾乎沒牙了），因此牠被估計可能不超過60歲，且或許還在成長階段。
古斯塔夫也因牠身上的三個彈痕而聞名，牠的右肩胛骨也被發現受了重傷，不過並沒有人知道這四個傷痕從何而來。研究古斯塔夫的科學家們和爬蟲學家們宣稱牠那不尋常的體型妨礙了牠獵殺魚類、羚羊和斑馬等常見的靈活獵物，使牠只能去攻擊較大型的獵物如河馬、巨型牛羚和人類。根據當地一句耳熟能詳的警語，牠據說會單純只進行狩獵，而不吃下獵物的屍體。 在紀錄片中提到，由於鱷魚可以幾個月不吃東西，古斯塔夫完全可以仔細地挑選牠想吃的獵物。
在亞洲和澳洲的部分地區，偶爾會有長達6公尺的灣鱷目擊記錄。根據金氏世界紀錄，在印度東部有一頭七公尺長的個體。
2009年，古斯塔夫再次出現在在魯濟濟河。

## 嘗試捕捉
在《捕抓殺手鱷魚》中，帕特里斯·費耶和其他科學家們嘗試捕捉古斯塔夫。根據該片，帕特里斯在此次行動前已經調查了兩年。帕特里斯和他的團隊有兩個月的時間可以嘗試進行捕獲，在此之後將要進行的政權更迭可能會使該國陷入內戰。首先，一個重達一噸且長度將近九公尺的陷阱籠被開發了出來。接著，團隊找出了古斯塔夫的位置，安裝籠子，在籠中設下誘餌，並在籠裡頭設置隱藏式紅外線攝影機。雖然使用了好幾種誘餌，但無論是古斯塔夫還是其他任何生物都沒上鉤。科學家們於是在河岸安裝了三個巨大的圈套陷阱以增加捕獲的機會，但只有較小型的鱷魚被陷阱抓住，古斯塔夫並沒有上鉤。
在被迫離開該國前的最後一週，團隊將一隻活羊放入籠中，但沒有任何事情發生。直到一天晚上，攝影機因暴風雨而失靈。隔天早上，籠子被發現有部分浸入水中，而山羊則消失了。該團隊推測可能是上升的水位或損毀的籠子導致山羊逃脫，但由於沒有攝影記錄所以無法得出任何結論。

## 大眾文化中的古斯塔夫
- 《萬鱷巨獸（英语：Primeval (film)）》（2007），美國動物災難片，改編自古斯塔夫的事蹟。